# Antiracotis apodosima
Antiracotis apodosima är en fjärilsart som beskrevs av Louis Beethoven Prout 1931. Antiracotis apodosima ingår i släktet Antiracotis och familjen mätare. Inga underarter finns listade i Catalogue of Life.